# Styloleptes
Styloleptes is een geslacht van hooiwagens uit de familie Gonyleptidae.
De wetenschappelijke naam Styloleptes is voor het eerst geldig gepubliceerd door Piza in 1943. 

## Soorten
Styloleptes is monotypisch en omvat slechts de volgende soort:
- Styloleptes conspersus